# Соловьёв, Александр Иванович (учёный)
Алекса́ндр Ива́нович Соловьёв (3 декабря 1918, с. Шевченковка, Магдалиновский р-н, Днепропетровская обл. — 18 марта 2004 год, Таганрог) — украинский учёный, педагог, доктор технических наук, профессор кафедры электрогидроакустической и медицинской техники ТТИ ЮФУ, автор более двадцати книг, преимущественно по теории механизмов машин и приборов.

## Биография
Создал в Таганрогском радиотехническом институте кафедру механики радиоэлектронных и вычислительных устройств, которую возглавлял в течение 30 лет. Работал проректором ТРТИ по научной работе, ученым секретарем Совета института. В течение 25 лет возглавлял Таганрогскую городскую организацию общества «Знание».
Участник Великой Отечественной войны. Награждён орденами и медалями СССР.
Многие годы занимался экологией и азовским краеведением.

## Основные работы
- Соловьёв А. И. Азовское море и Приазовье. История, география, экономика, экология, культура. — Таганрог: изд-во ТРТИ, 1993.
- Соловьёв А. И. Университет на юге России. — Таганрог: изд-во ТРТУ, 1999.
- Соловьёв А. И. Азовский эколого-географический словарь-справочник. — Таганрог: изд-во ТИУиЭ, 1999. — 128 с.